# Distribució de von Mises
En la teoria de la probabilitat i l'estadística direccional, la distribució de von Mises (també coneguda com a distribució normal circular o distribució de Tikhonov) és una distribució de probabilitat contínua sobre el cercle. És una aproximació propera a la distribució normal envoltada, que és l'anàleg circular de la distribució normal. Un angle de lliure difusió {\displaystyle \theta } en un cercle hi ha una variable aleatòria distribuïda normalment embolicada amb una variància sense embolcall que creix linealment en el temps. D'altra banda, la distribució de von Mises és la distribució estacionària d'un procés de deriva i difusió sobre el cercle en un potencial harmònic, és a dir, amb una orientació preferida. La distribució de von Mises és la distribució d'entropia màxima per a dades circulars quan s'especifiquen les parts real i imaginària del primer moment circular. La distribució de von Mises és un cas especial de la distribució de von Mises–Fisher a l'esfera N -dimensional.

## Definició
La funció de densitat de probabilitat de von Mises per a l'angle x ve donada per:
{\displaystyle f(x\mid \mu ,\kappa )={\frac {\exp(\kappa \cos(x-\mu ))}{2\pi I_{0}(\kappa )}}}
on jo 0 ({\displaystyle \kappa }) és la funció de Bessel modificada del primer tipus d'ordre 0, amb aquesta constant d'escala escollida de manera que la distribució sumi a la unitat: {\textstyle \int _{-\pi }^{\pi }\exp(\kappa \cos x)dx={2\pi I_{0}(\kappa )}.}
Els paràmetres μ i 1/ {\displaystyle \kappa } són anàlegs a μ i σ 2 (la mitjana i la variància) a la distribució normal:
- μ és una mesura de la ubicació (la distribució s'agrupa al voltant de μ), i
- és una mesura de concentració (una mesura recíproca de dispersió, de manera que 1/ és anàloga a σ 2).
  - Si és zero, la distribució és uniforme i per a petits, és a prop de l'uniforme.
  - Si és gran, la distribució es torna molt concentrada al voltant de l'angle μ amb sent una mesura de la concentració. De fet, com augmenta, la distribució s'aproxima a una distribució normal en x amb mitjana μ i variància 1/{\displaystyle \kappa }.

La densitat de probabilitat es pot expressar com una sèrie de funcions de Bessel
{\displaystyle f(x\mid \mu ,\kappa )={\frac {1}{2\pi }}\left(1+{\frac {2}{I_{0}(\kappa )}}\sum _{j=1}^{\infty }I_{j}(\kappa )\cos[j(x-\mu )]\right)}
on Ij(x) és la funció de Bessel modificada d'ordre j.
La funció de distribució acumulada no és analítica i es troba millor integrant la sèrie anterior. La integral indefinida de la densitat de probabilitat és:
{\displaystyle \Phi (x\mid \mu ,\kappa )=\int f(t\mid \mu ,\kappa )\,dt={\frac {1}{2\pi }}\left(x+{\frac {2}{I_{0}(\kappa )}}\sum _{j=1}^{\infty }I_{j}(\kappa ){\frac {\sin[j(x-\mu )]}{j}}\right).}
La funció de distribució acumulada serà una funció del límit inferior d'integració x0:
{\displaystyle F(x\mid \mu ,\kappa )=\Phi (x\mid \mu ,\kappa )-\Phi (x_{0}\mid \mu ,\kappa ).\,}